# 도모나가 조이치

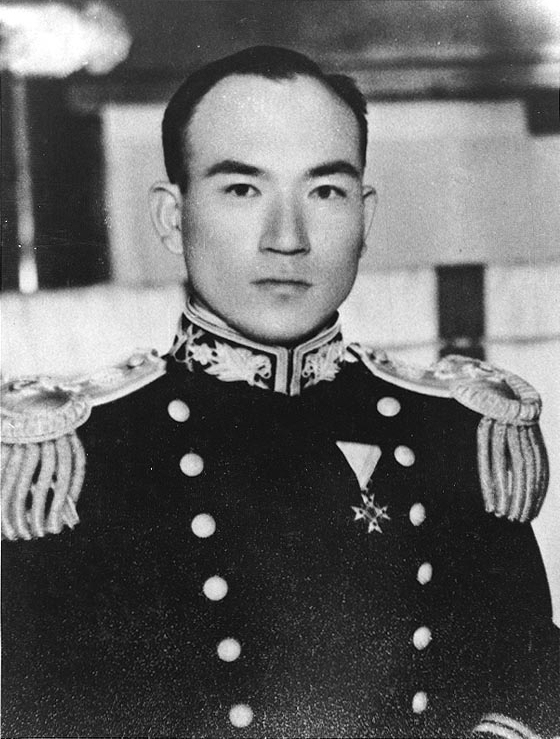
도모나가 조이치

도모나가 조이치(일본어: 友永丈市, 1911년 1월 9일 ~ 1942년 6월 5일)는 일본 제국 해군의 군인으로, 오이타현 벳푸시 출신자이다. 도모나가는 오이타 중학 졸업 후, 해군병학교 59기를 졸업하였다.
도모나가는 태평양전쟁 개전시 해군대위였으며, 항공모함 히류(飛龍)의 비행대장으로 미드웨이 해전에 참전하였다. 제1차공격대의 미드웨이 섬 폭격 후 "제2차 공격대 지원 요망"이라고 타전했다. 제2차 공격대를 이끌고 미국항공모함 요크타운을 공격, 요크타운에 충돌하며 전사했다.
전사 후에 2계급이 특진되어 해군 중좌로 추서되었다.